# Савельев, Максим Дмитриевич
Макси́м Дми́триевич Саве́льев (род. 22 января 2002, Нижний Новгород) — российский футболист, нападающий клуба «Оренбург».

## Клубная карьера
Родился в Нижнем Новгороде.
Футболом начал заниматься в СДЮСШОР саратовского «Сокола», первый тренер Дмитрий Владимирович Максимов. 2 октября 2015 года перешёл в академию московского «Динамо». 9 августа 2016 года присоединился к академии «Рубина». 
21 сентября 2017 пополнил состав академии «Чертаново».
24 июля 2018 года в матче первенства ПФЛ против «Долгопрудного» дебютировал в профессиональном футболе за «Чертаново-2».
8 августа 2020 года в матче против «Томи» дебютировал в первенстве ФНЛ за основной состав «Чертаново».
15 июля 2023 на правах свободного агента перешёл в «Енисей».
18 февраля 2025 года был куплен клубом «Оренбург». 2 марта 2025 года сыграл дебютный матч в РПЛ против московского «Спартака».

## Карьера в сборной
В период с 2017 года по 2018 год вызывался в юношеские сборные России, за которые суммарно провёл 15 матчей и забил 4 гола.

## Статистика выступлений
| Выступление      | Выступление      | Выступление      | Лига | Лига | Кубки | Кубки | Итого | Итого |
| Клуб             | Лига             | Сезон            | Игры | Голы | Игры  | Голы  | Игры  | Голы  |
| ---------------- | ---------------- | ---------------- | ---- | ---- | ----- | ----- | ----- | ----- |
| Чертаново        | ФНЛ              | 2020/21          | 17   | 1    | 2     | 0     | 19    | 1     |
| Чертаново        | Второй дивизион  | 2021/22          | 24   | 7    | 1     | 0     | 25    | 7     |
| Чертаново        | Вторая лига      | 2022/23          | 30   | 11   | 1     | 0     | 31    | 11    |
| Чертаново        | Итого            | Итого            | 71   | 19   | 4     | 0     | 75    | 19    |
| → Чертаново-2    | ПФЛ              | 2018/19          | 13   | 1    | —     | —     | 13    | 1     |
| → Чертаново-2    | Итого            | Итого            | 13   | 1    | —     | —     | 13    | 1     |
| Енисей           | Первая лига      | 2023/24          | 33   | 5    | 1     | 0     | 34    | 5     |
| Енисей           | Первая лига      | 2024/25          | 20   | 4    | 0     | 0     | 20    | 4     |
| Енисей           | Итого            | Итого            | 53   | 9    | 1     | 0     | 54    | 9     |
| Оренбург         | РПЛ              | 2024/25          | 12   | 0    | 0     | 0     | 12    | 0     |
| Оренбург         | РПЛ              | 2025/26          | 5    | 1    | 2     | 0     | 7     | 1     |
| Оренбург         | Итого            | Итого            | 17   | 1    | 2     | 0     | 19    | 1     |
| Всего за карьеру | Всего за карьеру | Всего за карьеру | 154  | 30   | 7     | 0     | 161   | 30    |